# Kvallan
Kvallan är en gård i Huddunge socken i Heby kommun.
Gården omtalas i dokument första gången 1649 ("Quallan"). Den upptas i jordeboken första gången 1680 som skattenybygge, och skattläggs senare som fjärdedels mantal. Namnet är oklart, men kan komma från den intilliggande Kvallsjön (numera uttorkad). Sjönamnet finns dock inte dokumenterat förrän 1749. Det kan då komma från ordet kvaller som betyder skvalp. Alternativt kan det handla om ett ägonamn bildat från det dialektala kvall som betyder knöl eller trädrot, dålig ved och liknande. Ordet är dock inte känt från Uppland.
Laga skifte förrättades på inägorna 1861 och på skogen 1863, då fanns två gårdar här, redan från mantalslängden 1658 upptas två hushåll som boendes i Kvallan. Eniros karta upptar ännu två gårdar, samt en kalkugnsruin på platsen, i anslutning till kalkugnen har även järnslagg påträffats.
På ägorna fanns även det nu försvunna torpet Skojars. Här bodde under 1800-talet hästhandlaren och valackaren Jakob Nord. Hans son och hans bror son också bodde här dömdes flera gånger för stöld.